# 九蟠山山脉
九蟠山山脉是云南省石林彝族自治县和弥勒市的一座山脉，位于石林县中部，长约60千米。因山势蜿蜒似龙，九起九伏而得名。山脉北起石林街道的天生关，纵贯县南北进入弥勒市，称为弥勒西山。九蟠山山脉将石林县划为东西两个部分，以西为巴江盆地，地势平缓，因位于盆地以东，也称东山；以东是圭山地区，是石林县的山区。主峰是山脉南段的文笔山，彝名阿子龙坡，海拔2,204米，清代建有一座石塔（文笔塔）。山脉地处喀斯特地区，有石林、溶洞等景观，地下水资源丰富。